# Pseudoleria longigena
Pseudoleria longigena är en tvåvingeart som beskrevs av Garrett 1925. Pseudoleria longigena ingår i släktet Pseudoleria och familjen myllflugor. Inga underarter finns listade i Catalogue of Life.